# Halwar
Ne doit pas être confondu avec Âlwâr.
Halwar (ou Alwar ou Alvar ou Aloar) est une localité du nord du Sénégal, située près de Podor, non loin du fleuve Sénégal.

## Administration
Le village fait partie de la communauté rurale de Gamadji Saré dans le département de Podor (région de Saint-Louis).

## Géographie
Les localités les plus proches sont Guédé Chantier, Korkadie, Leboudi, Moundai Orgo, Lahel, Ando Reo, Diara, Belane, Gamadji Saré et Ndioum.

### Population
En 2003, Halwar comptait 892 personnes et 104 ménages.

### Activités économiques

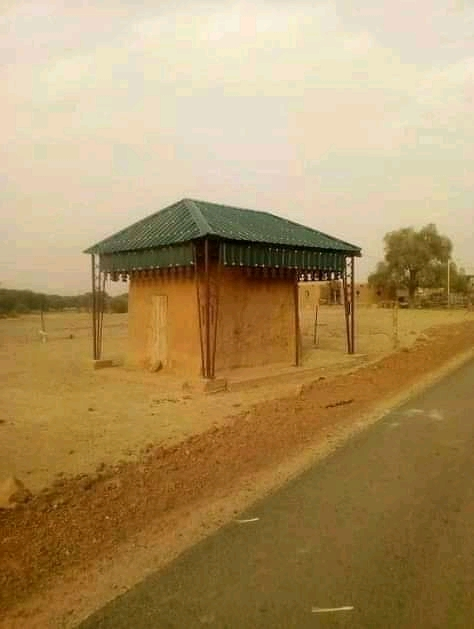
Lieu de naissance d'Oumar Tall.

La mémoire d'Oumar Tall engendre une certaine forme de tourisme culturel et religieux dans la région. La mosquée de Halwar figure sur la liste des Monuments historiques classés.

## Personnalités nées à Halwar
- Oumar Tall, conquérant et souverain toucouleur